# Huracán Genevieve (2014)
El huracán o tifón Genevieve (también llamado supertifón, designación internacional: 1413, designación JTWC: 07E) fue el cuarto más intenso del océano Pacífico norte en el 2014. Siendo un ciclón tropical longevo, fue el primero en desplazarse en las tres cuencas del norte del Pacífico desde el huracán Jimena de 2003. El Genevieve se convirtió, a partir de una onda tropical, en la octava tormenta de la temporada de huracanes del Pacífico de 2014 al este-sureste de las islas Hawái el 25 de julio. Sin embargo, el incremento de la cizalladura vertical de viento causó su debilitamiento a depresión tropical y el 28 de julio degeneró en un sistema de remanentes. A finales del 29 de julio, el sistema regeneró a depresión tropical, pero se debilitó nuevamente a un sistema de remanentes el 31 de julio, debido a la cizalladura sumado a la entrada de aire seco.
Los remanentes regeneraron a depresión tropical y brevemente se convirtieron en una tormenta tropical al sur de Hawái el 2 de agosto, sin embargo, pronto se debilitó a depresión tropical. A finales del 5 de agosto, el Genevieve reintensificó nuevamente a tormenta tropical, así como se intensificó a huracán categoría uno al día siguiente cuando se sometió a la rápida intensificación, debido a condiciones favorables. Al iniciar el 7 de agosto, el Genevieve se intensificó a categoría cuatro, brevemente antes que cruzara la línea internacional de cambio de fecha y fuera reclasificado como el decimotercer tifón de la temporada de tifones en el Pacífico. A finales de ese día, el Genevieve alcanzó su máximo pico de intensidad, cuando se localizó al oeste-suroeste de la isla Wake.
El tifón Genevieve inició a debilitarse gradualmente a mediados del 8 de agosto, debido a la fuerte influencia de una cizalladura de viento proveniente de una celda TUTT. El tifón cruzó el paralelo 30 norte a mediados del 10 de agosto y pronto se debilitó a tormenta tropical severa, debido a la temperatura superficial del mar infavorable así como la expansión de su estructura. El Genevieve se debilitó a tormenta tropical el 11 de agosto y a depresión tropical al día siguiente, con su convección profunda casi disminuido.

## Historial meteorológico
El desarrollo del Genevieve estuvo gobernado por un factor principal: la cizalladura vertical de viento.  Las cizalladuras son gradientes de vientos en el que presentan diferencias entre su velocidad y la dirección en comparación a otro punto. Por sus características, inhiben la formación de ciclones tropicales, disminuyendo la capacidad termogénica del sistema (condensar y distribuir el calor proveniente del vapor de agua) para fortalecer sus bandas nubosas y su centro. En la parte inicial, la intensidad del Genevieve estuvo débil por el aumento de la cizalladura,  después y a pesar de estar asediado fuertemente pudo reorganizarse, mientras que, por la disminución de esta, el sistema permaneció fuerte y en su parte final el aumento de otra cizalladura provocó su debilitamiento. Por lo tanto el desarrollo del sistema lo podemos clasificar en cuatro fases, tres fases influenciadas por la cizalladura y una fase de debilitamiento:

### Primera fase: Desarrollo inicial
El 17 de julio, Centro Nacional de Huracanes empezó a monitorear una onda tropical asociado a una clúster de precipitaciones y tormentas eléctricas desplazándose al oeste de América Central. El 21 de julio, la actividad tormentosa se hizo más concentrada; el 22 de julio, se transformó en un área de baja presión, así mismo las condiciones ambientales iniciaron a favorecer una ciclogénesis. Después de esto, el 23 de julio, los pronosticadores de la NHC afirmaron que el sistema podría convertirse en una depresión tropical en los próximos dos días. Sin embargo, también ellos afirmaron que una cizalladura vertical de viento podría incrementarse en el mismo lapso de tiempo. El incremento de su convección profunda cerca de su centro de circulación de magnitud baja y la información obtenida del ASCAT que mostraban vientos con fuerza de tormenta tropical permitieron a la NHC clasificar, el 25 de julio, al sistema como la tormenta tropical Genevieve (07E). En un breve tiempo, el sistema alcanzó su primer pico de intensidad de 40 nudos (75 km/h, 45 mph).
Luego, una cizalladura vertical de viento empezó a incrementarse, causando al Genevieve la pérdida de su organización a medida que se desplazaba al oeste bajo la influencia de una cresta subtropical. Mientras el centro de circulación de magnitud baja fue expuesta y separada de su convección profunda, la NHC lo degradó a una depresión tropical el 26 de julio. Aunque la convección profunda incrementó cerca del centro, al siguiente día, el Genevieve continuó, literalmente, batallando en contra de la cizalladura mientras cruzaba el meridiano 140 oeste, moviéndose al área de responsabilidad del Centro de Huracanes del Pacífico Central (CPHC). Debido a cambios irregulares en su convección, la CPHC indicó que el Genevieve se había degradado a una baja presión postropical el 28 de julio.

### Segunda fase: Latencia y reorganización
Después de permanecer latente durante 36 horas, a las 21:00 UTC del 29 de julio, los remanentes del Genevieve regeneraron en una depresión tropical al sureste de las islas Hawái. El sistema brevemente se organizó el 30 de julio mientras que la CPHC pronosticaba que el sistema iba a reintensificarse en tormenta tropical. Pero al día siguiente, el centro de circulación de magnitud baja se desplazó al este de la convección profunda, debido al incremento de la cizalladura y la entrada de aire seco. A las 21:00 UTC de ese día, la CPHC afirmó que el Genevieve se había debilitado nuevamente a un remanente de baja presión, con la presencia de áreas aisladas de convección al oeste de su centro.
Los remanentes del Genevieve continuaron desplazándose al oeste, moviéndose en un ambiente más propicio para un desarrollo ciclónico y en la tarde del 2 de agosto, estos se habían reorganizado a depresión tropical con su proceso convectivo renovado. A las 21:00 UTC de ese día, el Genevieve nuevamente alcanzó la categoría de tormenta tropical, siempre en desplazamiento al oeste alrededor de una cresta subtropical al norte, pero solamente seis horas después, a las 03:00 UTC del 3 de agosto, la CPHC determinó que el Genevieve se había degradado nuevamente a depresión tropical. En varias ocasiones, la convección profunda se contraía y dilataba, pero el Genevieve falló en reintensificarse. Luego de desplazarse en dirección sursudoeste, el Genevieve giró al oeste-noroeste el 4 de agosto bajo la influencia de la cresta que se encontraba al norte.

### Tercera fase: Intensificación y pico de intensidad

Animación de satélite en infrarrojo que muestra al Genevieve cruzando la línea internacional de cambio de fecha. La estructura del sistema es característico de un huracán anular.

A pesar de la presencia moderada de la cizalladura, la convección pronto se ancló a la parte sureste del centro de circulación de magnitud baja. A las 21:00 UTC, la CPHC afirmó que el sistema se había intensificado a tormenta tropical con vientos máximos de 40 nudos (75 km/h; 45 mph). La cizalladura rápidamente disminuyó, provocando a la tormenta iniciar su proceso de rápida intensificación En la tarde del 6 de agosto, el Genevieve se intensificó a huracán de categoría uno; el sistema también inició en exhibir signos indicativos de fortalecimiento de su nubosidad central densa y, según los datos de microondas de AMSU y SSMIS, bandas nubosas bien organizadas alrededor de un ojo recién formado. Desplazándose sobre aguas más cálidas, la intensificación aceleró drásticamente durante la noche. Basado en las técnicas avanzadas de Dvorak, se determinaron vientos de 110 nudos (210 km/h, 130 mph) con la presencia de un ojo bien definido acompañado de nubosidad fría en el ápice de la estructura. Al día siguiente, la CPHC ascendió al Genevieve a la categoría cuatro de huracán en la escala de huracanes de Saffir-Simpson.
El Genevieve cruzó la línea internacional de cambio de fecha a las 06:00 UTC del 7 de agosto, entrando al área de responsabilidad del RSMC Tokio, operado por la Agencia Meteorológica de Japón (JMA). El centro reconoció inmediatamente al Genevieve como un tifón, con vientos máximos sostenidos de 100 nudos (185 km/h, 115 mph). Por su parte, Centro Conjunto de Advertencia de Tifones (JTWC) lo ascendió a la categoría de supertifón, basado en los análisis de imágenes de satélite que mostraban un ciclón compacto con características de un huracán anular: una armadura anular y un anillo simétrico y uniforme acoplado a un ojo de 21 millas náuticas (39 kilómetros, 24 millas) de diámetro, con una circulación dentro de una vaguada troposférica superior tropical (TUTT) posicionado al norte y noreste. Sólo seis horas después, la JTWC reportó que el Genevieve había alcanzado la categoría cinco de supertifón, con vientos máximos sostenidos de 140 nudos (260 km/h, 160 mph), cuando las imágenes de satélite procesadas en microondas revelaban una pared de ojo de 60 millas náuticas (110 kilómetros, 69 millas) con una banda convectiva sobre el cuadrante sur de este. Mientras el ciclón permanecía en un ambiente favorable con una circulación radial bien establecida y la débil presencia de la cizalladura vertical de viento, la JMA indicó que el tifón, ubicado a 1.220 kilómetros al este-sureste de la isla Wake había alcanzado su máximo pico de intensidad ese mismo día, con un estimado de vientos máximos sostenidos en 10 minutos de 110 nudos (205 km/h, 125 mph).

### Cuarta fase: Debilitamiento
Durante la mañana del 8 de agosto, el Genevieve inicio a desplazarse en dirección norte cerca de la periferia de otra cresta subtropical posicionada al este y noreste. Aunque la estructura del tifón permaneció compacta hasta en horas de la tarde, ciertos fragmentos de bandas convectivas revelaron que el Genevieve había iniciado su tendencia debilitatoria. Como resultado, la JTWC degradó al sistema a la categoría de tifón en ese mismo día, debido a una convección cálida rodeando al sistema. El día 9 de agosto, el Genevieve aceleró al norte-noreste y empezó a ser influido por otra cizalladura vertical de viento de 30 nudos (55 km/h, 35 mph) con una subsidencia a lo largo de la periferia oeste y un debilitamiento en la circulación dentro de la vaguada troposférica. Asimismo, el ojo del tifón fue cubierto con nubosidad, mientras que la convección más profunda alrededor del núcleo se estaba calentando El sistema empezó a desplazarse en dirección norte-noroeste en la tarde, cuando su nubosidad central densa había disminuido y vuelto menos simétrico.

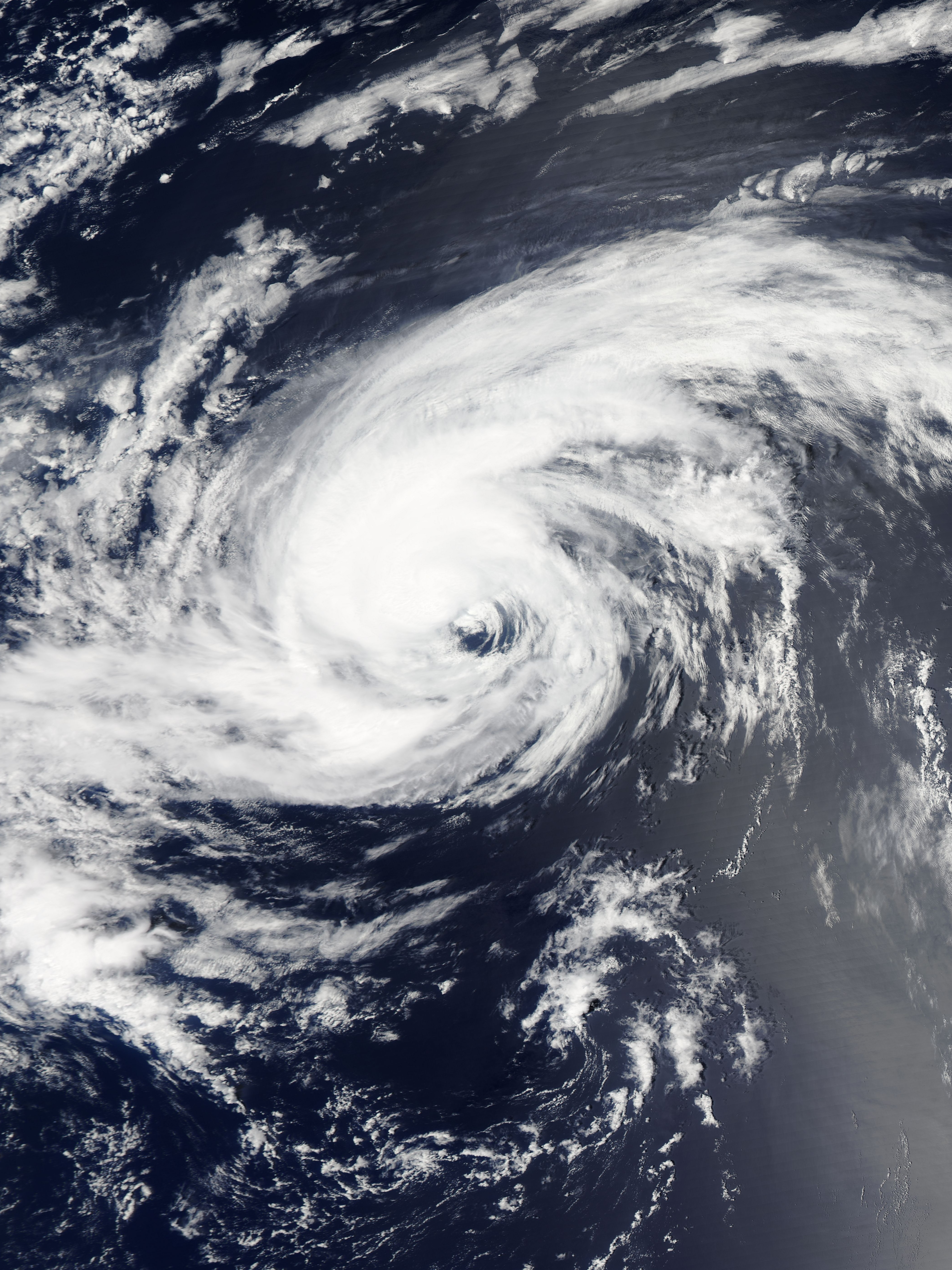
La tormenta tropical severa Genevieve (JMA) el 11 de agosto, ubicado al oeste-noroeste de las islas Midway.

El Genevieve reformó un ojo de 15 millas náuticas (28 kilómetros, 17 millas) con una convección más simétrica y organizada por corto tiempo el 10 de agosto, pero el ojo desapareció muy pronto mientras el sistema se elongaba más. Análisis atmosféricos indicaban la presencia de un anticiclón localizada al sureste, una celda TUTT al oeste y un segundo anticiclón al norte. La celda TUTT y el primer anticiclón causaron un flujo de vientos al suroeste y una moderada cizalladura de viento sobre el sistema, pero estas fueron inútiles por la velocidad de desplazamiento del tifón. Desplazándose al noroeste, el Genevieve cruzó el paralelo 30 norte en la tarde e inició a encontrarse en aguas con una temperatura superficial del mar infavorable menor a 26 °C cuando una vaguada penetrante también estaba expandiendo la región de subsidencia que aisló el núcleo de la humedad tropical a lo largo de la periferia ecuatorial. Después de esto, la convección profunda acoplada al centro de circulación contraído del tifón rápidamente disminuyó a medida que el aire seco entró sobre el sistema.
El 11 de agosto, la JMA degradó al Genevieve a tormenta tropical severa. Por su parte, la JTWC lo degradó a tormenta tropical, ubicado a 1.280 kilómetros al oeste-noroeste de las islas Midway. La entrada de aire seco, la temperatura superficial del mar relativamente fría y un debilitamiento rápido de la humedad tropical, que es alimentador de la convección profunda se disipó, a medida que las celdas TUTT, los cuales ayudaron a su circulación, se apartaron. Bajo la combinación de muchas condiciones infavorables, la JMA degradó al sistema débil a tormenta tropical, cuando empezó a moverse en dirección oeste-noroeste con una disminución de su velocidad de desplazamiento. Con una convección disminuida asociada a su centro de circulación de magnitud baja, la JTWC emitió su aviso final y degradó al Genevieve a depresión tropical en aquel día.
Luego de que la JMA haya degradado al sistema a depresión tropical a las 06:00 UTC del 12 de agosto, el sistema tomó un giro en dirección oeste y luego noroeste lentamente hasta que el 13 de agosto aceleró hacia el noreste. La JMA reportó que el Genevieve se había disipado a depresión tropical al mediodía del 14 de agosto; sin embargo, el Centro de Predicción Oceánica indicó que el ciclón postropical cruzó la línea internacional de cambio de fecha y entró al océano Pacífico central norte en la tarde de ese día. Los remanentes del Genevieve fueron eventualmente absorbidos por otro ciclón extratropical, al mediodía del 15 de agosto.